# Kompaktni mionski solenoid
Kompaktni mionski solenoid ili CMS (engl. Compact Muon Solenoid) projektiran je kako bi omogućio otkrivanje i proučavanje prvenstveno Higgsovog sektora Standardnog modela. Ustvari, on ima za cilj, kao i Veliki hadronski sudarivač ili LHC (CERN), odgovoriti na jedno od glavnih pitanja moderne fizike elementarnih čestica: pitanje o porijeklu spontanog lomljenja simetrije u Standardnom modelu. Vidljiva posljedica tog modela bila bi skalarna čestica — Higgsov bozon, ili, u slučaju da Standardni model nije potpuni opis prirode, mnoštvo novih čestica kao: nekoliko Higgsovih bozona, supersimetrične čestice, novi baždarni bozoni, tehnikolor stanja ili leptokvarkovi.

## Dijelovi CMS-a

### Supravodljivi magnet
Za precizno mjerenje količine gibanja nabijenih čestica potrebno je jako magnetsko polje, što povlači korištenje supravodljive tehnologije. Srce detektora čini supravodljivi solenoid, koji je 13 m dugačak, unutrašnjeg promjera od 6 m i jakosti magnetskog polja od 4 T. Povratno vanjsko magnetsko polje dovoljno je da saturira sloj od 1,5 m željeza, u kojem su integrirana četiri sloja mionskih stanica. Svaka mionska stanica sastoji se od nekoliko slojeva aluminijskih driftnih cijevčica ili DT (eng. drift tubes), u središnjem dijelu (eng. barrel region), te komora s katodnim trakama ili CSC (eng. cathode strip chambers) i komora s otpornim pločama ili RPC (eng. resistive plate chambers) u prednjem dijelu (eng. endcap region).
Unutarnji detektor tragova i kalorimetrija smješteni su u šupljinu supravodljivog magneta dužine 5,8 m i promjera 2,6 m. Višestrukost tragova u uvjetima eksperimenta će biti jako velik, pa je vrlo važna visoka razlučivost i preciznost, zbog čega detektor tragova ima 10 slojeva silicijevih detektora s mikrotrakama (eng. silicon microstrip detector). Detektor takoder ima 3 sloja silicijskih piksel detektora, koji su smješteni odmah oko točke sudara, kako bi se omogućilo precizno mjerenje parametra raspršenja ili IP (eng. impact parameter) za tragove nabijenih čestica, te pozicija sekundarnog vrha (eng. secondary vertex).

### Elektromagnetski kalorimetar
Elektromagnetski kalorimetar ili ECAL (engl. electromagnetic calorimeter) sadrži kristale olovnog volframata (PbWO4) i pokriva područje pseudorapiditeta do |η| < 2,5. Scintilirajuće svijetlo detektira se silicijevim lavinskim fotodiodama ili APD (eng. silicon avalanche photodiode) u središnjem dijelu, te s vakuumskim fototriodama ili VPT (eng. vacuum phototriode) u prednjem dijelu. Sustav za odbijanje dogadaja s π0 česticama smješten je ispred ECAL-a, na prednjem dijelu. 
Elektromagnetski kalorimetar CMS detektora je hermetički homogeni kalorimetar napravljen od 61 200 kristala olovnog volframida (PbWO4) koji su smješteni u središnji dio, te je zatvoren sa 7 324 kristala u svakom od prednjih dijelova. Detektor za predpljusak (engl. preshower) postavljen je ispred kristala prednjeg dijela. Lavinske fotodiode (APD) korištene su u središnjem, a vakuumske fototriode (VPT) u prednjim dijelovima. Korištenje kristala velike gustoće omogućilo je dizajniranje kalorimetra s velikom brzinom odgovora, visokom zrnatošću, te radijacijskom otpornošću, a to su sve bitne karakteristike uvjeta na LHC-u. Mogućnost detekcije dva fotona iz raspada Higgsovog bozona bio je jedan od važnijih kriterija za dizajn ECAL-a. Spomenuta mogućnost je postignuta visokom razlučivošću homogenog kristalnog klorimetra.

#### Kristali olovnog volframata — PbWO4
Zbog svojih karakteristika, kristali olovnog volframata pogodan su izbor za rad u LHC uvjetima. Velika gustoća (8,28 g/cm2), mala radijacijska duljina (8,9 mm) i mali Molierov polumjer (22 mm), omogućuju veliku zrnatost i kompaktnost kalorimetra. Relaksacijsko vrijeme scintiliranja i interval između dva sudara paketa protona istog je reda veličine, tj. oko 80% svjetla je emitirano unutar 25 ns. Intenzitet izlaznog svjetla relativno je nizak (oko 4,5 fotoelektrona po MeV-u na 18 ºC) i podložan je temperaturnim promjenama. Kristali emitiraju plavo-zeleno scintilacijsko svjetlo u širokom pojasu (420–430 nm).
Scintilirajući kristali moraju izdržati visoku razinu radijacije, koja je predviđena za vrijeme trajanja pokusa. Ionizirajuće zračenje stvara apsorpcijske pojaseve stvaranjem centara boje zbog kisikovih šupljina i nečistoća u rešetci. Posljedica toga je gubitak transmisijskih svojstava ovisan o valnoj duljini, ali bez promjena u scintilacijskom mehanizmu. Spomenuta oštećenja mogu se pronaći i ispraviti laserskim praćenjem prozirnosti kristala. S druge strane, kristali imaju svojstvo oporavka prozirnosti, pa se stvara ravnotežno stanje između oštećenja i oporavka.

#### Geometrijska, mehanička i ostala svojstva ECAL-a
Dio ECAL-a u središnjem dijelu pokriva područje pseudorapiditeta do |η| < 1,479. Zrnatost u φ je 360 kristala dok u η smjeru ima 2 × 85, znači, sve skupa 61 200 kristala u središnjem dijelu. Kristali su oblika krnje piramide, ovisno o položaju u η. Postavljeni su u kvaziprojektivnoj geometriji, tako da njihove osi čine kut od 3º (u φ i η) obzirom na vektor iz nominalne točke sudara (IP), kako bi se izbjegao prolazak čestica kroz procjep među kristalima. Unutrašnja ploha kristala (bliže IP-u) je kvadrat 22 × 22 mm2, a vanjska 26 × 26 mm2. Duljina im je 230 mm, što odgovara 25,8 X0. Ukupna masa središnjeg dijela ECAL-a je 67,4 tone.
Središta prednjih površina kristala su na polumjeru 1,29 m. Skupina kristala postavljena u tanku opnastu strukturu čini submodul. Opna se sastoji od sloja aluminija, koji je odmah uz kristal, te dvostrukog sloja karbonskih vlakana i epoksidne smole. Nominalna udaljenost između kristala unutar submodula je 0,35 mm, a među submodulima 0,5 mm. Kako bi se smanjio broj različitih tipova kristala, a time i cijena, svaki submodul ima samo dva oblika, lijevu i desnu zrcalnu sliku istog oblika. Ukupno postoji samo 17 takvih parova oblika. Submoduli čine module različitih tipova, ovisno o η, a svaki sadrži od 400 do 500 kristala. Četiri modula, razdjeljena aluminijskom mrežom debljine 4 mm, spajaju se u supermodule koji sadrži 1700 kristala. Osamnaest supermodula, od kojih svaki pokriva 20º u φ, čini pola središnjeg dijela ECAL-a.
Prednji dijelovi detektora pokrivaju područje pseudorapiditeta od 1,479 < |η| < 3,0. Uzimajući u obzir pomak od 16 mm prema točki sudara zbog magnetskog polja (4 T), udaljenost prednjeg dijela od iste točke je 3154 mm. Prednji dio se sastoji od identičnih kristala grupiranih u skupine od 5 × 5, koje nazivamo superkristalima (SC). Pojedini prednji dio podijeljen je u dvije polovice, tzv. Dee. Pojedini “Dee” sadrži 3 662 kristala, koji su podjeljeni u 138 standardnih superkristala i 18 posebnih djelomičnih superkristala na unutarnjem i vanjskom obodu. Kristali unutar superkristala uređeni su u ortogonalnu x-y mrežu, u kojoj su kristali usmjereni prema fokusu udaljenom 1 300 mm iza točke interakcije. Na taj način opet smo dobili kvazi-projektivnu geometriju, kao i u slučaju središnjeg dijela, ovaj put s kutovima od 2º do 8º. Duljina kristala je 220 mm, s površinom presjeka vanjskog dijela 30 × 30 mm2, te unutarnjom 28,62 × 28,62 mm2. Ukupna masa prednjih dijelova je 24 tona, a obujam 2,90 m3.
Broj scintilacijskih fotona i pojačanje APD-a su temperaturno zavisni. Promjene obiju veličina su negativne s rastućom temperaturom. Ukupna promjena odziva na elektrone u testovima je (−3.8 ± 0.4)% ºC−1. Zbog toga je vrlo važno održavanje stalne temperature s visokom preciznošću, što zahtjeva rashladni sustav, koji može odvesti toplinu nastalu disipacijom u elektronici, te mogućnost održavanja temperature fotodetektora i kristala unutar ± 0,05%. Radna temperatura ECAL-a je 18 ºC, a kao rashladni medij izabrana je voda. Unutar središnjeg dijela, svaki supermodul se nezavisno napaja vodom na 18 ºC. Voda struji s unutrašnje strane ECAL-a, gdje služi kao toplinska pregrada između detektora tragova i ECAL-a, te kroz cijevi u aluminijskoj mreži. Između elektronike ECAL-a i samih kristala postavljen je sloj izolacijske pjene (Armaflex), kako bi se dodatno smanjio toplinski tok uzrokovan zagrijavanjem elektronike.
Fotodetektori moraju biti brzi, otporni na radijacijske učinke, te biti operabilni u longitudinalnom magnetskom polju od 4 T. Nadalje, zbog male količine svijetla koja se producira u kristalima, fotodetektori bi trebali pojačavati, te biti neosjetljivi na tranzicijske čestice poput piona. Konfiguracija magnetskog polja i očekivana razina radijacije bile su presudne u odabiru fotodetektora: lavinske fotodiode u središnjem i vakuumske fototriode u prednjim dijelovima. Niža kvantna iskoristljivost i unutarnje pojačanje vakuumske fototriode u odnosu na APD, kompenzirani su većom efektivnom površinom na pozadini kristala.

### Hadronski kalorimetar
Elektromagnetski kalorimetar (ECAL) je okružen hadronskim kalorimetrom ili HCAL (engl. hadronic calorimeter), koji se sastoji od scintilatora i mjedi, te pokriva područje pseudorapiditeta do |η| < 3,0. Scintilacijsko svijetlo konvertira se optičkim vlaknima, koje pomiče valne duljine ili WLS (engl. wavelength-shifting fibres) i vodi se običnim optičkim vlaknima do fotodetektora. Ovi hibridni fotodetektori ili HPD (engl. hybrid photodiodes) imaju mogućnost rada u velikim aksijalnim magnetskim poljima.
Područje pseudorapiditeta do |η| < 5,0 osigurano je pomoću kalorimetra sa željezom i kvarcnim vlaknima. Čerenkovljevo svijetlo koje se emitira u kvarcana vlakna detektira se fotomultiplikatorima. Naprijed (i natrag) istureni kalorimetri omogućuju potpunu geometrijsku pokrivenost za mjerenje transverzalne energije u događajima. Dodatno geometrijsko pokrivanje u još isturenijim područjima postignuto je dodatnim kalorimetrima (CASTOR, ZDC), te TOTEM detektorima tragova. Cjelokupni CMS detektor je 21,6 m dugačak i 14,6 m u promjeru, s ukupnom masom od 12 500 tona. Debljina ECAL-a je veća od 25 radijacijskih duljina X0, dok debljina HCAL-a varira od 7–11 interakcijskih duljina λI, ovisno o pseudorapiditetu.

### Sustav za okidanje i sakupljanje podataka
Učestalost sudara na LHC-u je 40 MHz, što daje otprilike 109 interakcija/s na punom luminozitetu. U sadašnjim uvjetima, moguće je sačuvati samo 100 Hz podataka, pa sustav za okidanje mora imati faktor odbijanja 106 za nezanimljive događaje. CMS-ov sustav za okidanje i sakupljanje podataka ili TriDAS (engl. Trigger and Data Acquisition System) sastoji se od 4 dijela: detektorska elektronika, procesori okidača prve razine (engl. Level-1 trigger), mreža za očitavanje podataka, te procesorska “farma” za filtriranje događaja u realnom vremenu (engl. online event filter).

### Unutarnji sustav za detekciju tragova
Promatrajući tok čestica na različitim udaljenostima od točke sudara u detektoru, mogu se razdvojiti tri područja detekcije tragova:
- područje najbliže točki sudara, za koje je tok čestica najveći (≈ 107 s−1 na r = 100 mm), u kojem su smješteni piksel detektori. Pikseli su veličine ≈ 100×150 μm2, pa je vjerojatnost da dani piksel bude pogođen (okupancija) oko 10−4 po jednom sudaru paketa protona (engl. bunch crossing).
- područje srednjih udaljenosti (200 < r < 550 mm), tok čestica je dovoljno malen i omogućuje korištenje silicijevih detektora s mikrotrakama s najmanjim čelijama dimenzija ≈ 10 cm × 80 μm, čija je okupancija ≈ 2–3% po sudaru paketa.
- najudaljenije područje (r > 550 mm) unutarnjeg sustava za detekciju tragova, u kojem je tok čestica dodatno smanjen, te je moguće koristiti silicijeve detektore s nešto većim mikrotrakama. Maksimalna veličina čelija je 25 cm × 180 μm, a okupancija oko 1%.

Za vrijeme kada LHC sudarivačem budu kružili ioni olova (Pb–Pb sudari), okupancija piksel detektora ostat će oko 1%, te manja od 20% u vanjskim detektorima sa silicijevim trakama, pa će rekonstrukcija tragova biti moguća i u tom okruženju visoke gustoće. Vanjski polumjer detektora tragova je približno 1,1 m, a ukupna duljina oko 5,4 m.  Odmah do točke sudara, u središnjem dijelu, smještena su 3 sloja silicijevih piksel detektora (na r = 44, 73 i 102 mm). Silicijevi detektori s mikrotrakama smješteni su na polumjerima od 200 – 1100 mm u središnjem dijelu, dok u prednjem dijelu imamo po 2 sloja piksel detektora i 9 slojeva detektora s mikrotrakama.
Središnji dio je podijeljen na unutarnji i vanjski dio. Kako bi se izbjegli mali kutovi upada čestica, unutarnji dio je skraćen, te su na oslobođeni prostor dodana po 3 diska sa svake strane u prijelaznom području između prednjeg i središnjeg dijela. Ukupna površina piksel detektora je oko 1 m2, a silicijevih detektora s mikrotrakama oko 200 m2. Na taj je način pokriveno područje pseudorapiditeta do |η| < 2,4. Piksel detektor sastoji se od 66 milijuna piksela, a detektor s mikrotrakama od 9,6 milijuna silicijevih traka.

#### Detektor tragova sa silicijevim mikrotrakama
Središnji dio detektora tragova je podijeljen na unutarnji dio ili TIB (engl. Tracker Inner Barrel) i vanjski dio ili TOB (engl. Tracker Outer Barrel). TIB se sastoji od 4 sloja, pokriva područje do |z| < 650 mm i koristi silicijeve senzore debljine 320 μm, s razmakom između traka od 80–120 μm. Prva dva sloja imaju “stereo” module koji mogu mjeriti u r − φ i r − z kooordinatama. Zbog odabira prostornog kuta od 100 mrad, razlučivost je između 23–34 μm u r − φ i 230 μm u z smjeru. TOB sadrži 6 slojeva s poluduljinama |z| < 1,1 m. Razina radijacije u ovom području je manja, pa se koriste deblji silicijevi senzori (500 μm), kako bi se održao dobar omjer signala i šuma (S/N), uz dulje trake i veći međusobni razmak (120–180 μm). I u slučaju TOB-a, prva dva sloja imaju mogućnost “stereo” mjerenja, uz prostorni kut 100 mrad i razlučivost između 35–52 μm u r − φ i 530 μm u z smjeru.
Prednji dijelovi detektora tragova podjeljeni su na TEC (engl. Tracker End Cap) i TID (engl. Tracker Inner Disks). Svaki TEC ima 9 diskova, koji se prostiru u području 1,2 m < |z| < 2,8 m, dok svaki TID sadrži 3 diska, koji ispunjavaju prostor između TEC-a i TIB-a. TEC i TID moduli su uređeni u prstenove sa središtem u cijevi sudarivača s trakama, koje su radijalno usmjerene, tako da im je razmak promjenjiv. Prva dva prstena TID-a, te unutrašnja dva i peti prsten TEC-a imaju “stereo” module. Debljina senzora TID-a i prva tri diska TEC-a je 320 μm, a 500 μm za ostatak TEC-a. Čitav silicijev detektor s mikrotrakama sadrži gotovo 15 400 modula, koji su postavljeni u nosače od karbonskih vlakana. Sustav je stavljen u termostatirano cjevasto kućište na temperaturu od −20 ºC.

#### Piksel detektor tragova
Piksel detektor sastoji se od 3 sloja u središnjem dijelu i 2 diska u prednjem dijelu na svakoj strani. Slojevi središnjeg dijela duljine 530 mm smješteni su na polumjerima od 44 mm, 73 mm i 102 mm. Po dva pokolopca oblika diska s polumjerom 60 do 150 mm postavljena su na udaljenosti |z| = 345 mm i 465 mm. Kako bi se postigla maksimalna razlučivost položaja vrha, pikseli su napravljeni u približno kvadratastom obliku (100 × 150 μm2).
Središnji dio sadrži 768 piksel modula. Veliki Lorentzov efekt (Lorentzov kut je 23º) poboljšava r − φ razlučivost kroz širenje naboja. Diskovi prednjeg dijela su uređeni u strukturu oblika turbine s krilcima zarotiranim za 20º, kako bi se opet iskoristio Lorentzov efekt. U svakom krilcu “turbine” ugrađeno je po 7 piksel modula, što znači da ima ukupno 672 modula u prednjim dijelovima. Prostorna razlučivost je 10 μm za mjerenje u r − φ smjeru i oko 20 μm za mjerenje u z smjeru. Podaci s piksel detektora očitavaju se pomoću približno 16 000 čipova koji su priljepljeni na module.